# Storena martensi
Storena martensi är en spindelart som beskrevs av Ono 1983. Storena martensi ingår i släktet Storena och familjen Zodariidae.
Artens utbredningsområde är Nepal. Inga underarter finns listade i Catalogue of Life.